# (22406) Garyboyle
(22406) Garyboyle est un astéroïde de la ceinture principale.

## Description
(22406) Garyboyle est un astéroïde de la ceinture principale. Il fut découvert le 22 août 1995 à Kitt Peak par le projet Spacewatch. Il présente une orbite caractérisée par un demi-grand axe de 2,30 UA, une excentricité de 0,11 et une inclinaison de 7,0° par rapport à l'écliptique.